# 000
000 또는 트리플 제로(Triple Zero)는 오스트레일리아에서 사용하는 긴급구조 전화번호이다.

## 같이 보기
- 111 (응급 전화번호)
- 112 (응급 전화번호)
- 999 (응급 전화번호)
- 응급 전화번호